# هیوکرستور
هیوکرستور (به مجاری:  Hejőkeresztúr) یک شهرداری در مجارستان است که در بورشود-آبااوی-زمپلن واقع شده‌است. هیوکرستور ۱۰٫۲۸ کیلومتر مربع مساحت و ۱٬۰۶۳ نفر جمعیت دارد.